# Eryx borrii
Eryx borrii är en ormart som beskrevs av Lanza och Nistri 2005. Eryx borrii ingår i släktet Eryx och familjen Boidae. Inga underarter finns listade i Catalogue of Life.
Arten förekommer i Somalia. Honor lägger inga ägg utan föder levande ungar.